# Alfege da Cantuária
Alfege ou Ælfheah (em inglês antigo: Ælfhēah, "elf-high"; Weston, Somerset, 954 – Greenwich, 19 de abril de 1012), oficialmente lembrado pelo nome Alphege por algumas igrejas, e também chamado de Elphege, Goduíno ou Godwine, foi um Bispo de Winchester anglo-saxão, depois Arcebispo da Cantuária. Tornou-se um anacoreta antes de ser eleito abade da Abadia de Bath. Sua notada piedade e santidade levaram à sua promoção para o episcopado, e, posteriormente, para seu arcebispado. Alfege promoveu o culto a Dunstano e também encorajou o aprendizado. Foi capturado pelos invasores viquingues em 1011 e morto por eles no ano seguinte após recusar que fosse pago um resgate por ele. Alfege foi canonizado como santo em 1078. Tomás Becket, arcebispo da Cantuária, mais tarde, orou por ele pouco antes de seu próprio assassinato na Catedral de Cantuária.

## Vida
Supostamente nascido em Weston, nos arredores de Bath, Alfege se tornou um monge ainda muito jovem. Entrou para o mosteiro de Deerhurst, mas depois se mudou para Bath, onde se tornou um anacoreta. Ficou conhecido por sua piedade e austeridade, e se tornou  abade da Abadia de Bath. Provavelmente, devido à influência de Dunstano, Arcebispo da Cantuária (959-988), Alfege foi eleito Bispo de Winchester em 984, e foi consagrado em 19 de outubro daquele ano. Enquanto bispo, foi o grande responsável pela construção de um grande órgão na catedral, audível a mais de uma 1600 metros de distância e que exigia mais de 24 homens para operá-lo. Construiu e ampliou também as igrejas da cidade, e promoveu o culto de Swithun e do predecessor de Swithun, Etelvoldo de Winchester.
Após um ataque de viquingues em 994, um tratado de paz foi acordado com um dos invasores, Olavo I. Além de receber o danigeldo (imposto para evitar saques), Olaf se converteu ao cristianismo e se comprometeu a nunca mais invadir ou combater os ingleses novamente. Alfege pode ter desempenhado um papel nas negociações do tratado, e é certo que ele confirmou Olaf em sua nova fé.
Em 1006, Alfege sucedeu Alfrico como Arcebispo da Cantuária, e levou a cabeça de Swithun consigo como uma relíquia para o novo local. Foi a Roma em 1007 para receber o seu pálio, símbolo de sua condição de arcebispo, do Papa João XVIII, mas foi assaltado durante sua viagem. Enquanto na Cantuária, promoveu o culto a Dunstano, ordenando que fosse  escrita a segunda Vida de Dunstan, que Adelardo compôs entre 1006 e 1011. Introduziu também novas práticas na liturgia, e foi instrumental no reconhecimento pela Witenagemot da santidade de Vulfsige de Sherborne por volta  de 1012.
Alfege enviou Alfrico de Eynsham para a abadia de Cerne para cuidar de sua escola monástica. Esteve presente no conselho de maio de 1008, no qual Vulfstano II, Arcebispo de Iorque, pregou o seu Sermo Lupi ad Anglos (O sermão do lobo para os ingleses), castigando os ingleses por suas falhas morais e os culpando pelas tribulações que afligiam o país.
Em 1011 os dinamarqueses novamente invadiram a Inglaterra, e de 8 a 29 de setembro, eles sitiaram a Cantuária. Auxiliados pela traição de Elfmar, cuja vida Alfege tinha uma vez salvo, os invasores conseguiram saquear a cidade. Alfege foi preso e mantido em cativeiro por sete meses. Goduíno (Bispo de Rochester), Leofruno (abadessa de St Mildrith), e o reeve do rei, Elfueardo, foram também capturados, mas o abade da abadia de Santo Agostinho, Elfmar, conseguiu escapar. A Catedral de Cantuária foi saqueada e queimada pelos dinamarqueses, após a captura de Alfege.

## Morte
Alfege se recusou a permitir que um resgate fosse pago por sua liberdade, e como resultado, foi morto em 19 de abril de 1012 em Greenwich (então em Kent, agora parte de Londres), supostamente no local onde se encontra a Igreja de Santo Alfege. O relato da morte de Alfege aparece na versão E da Crônica anglo-saxã:
 ... o exército invasor ficou muito revoltado com o bispo, porque ele não queria dar-lhes dinheiro, e proibiu que fosse concedido qualquer coisa em troca dele. Eles estavam também muito bêbados, porque havia vinho trazido do sul. Então, pegaram o bispo, levaram-no ao seu "palanque" no sábado, na oitava da Páscoa, e, em seguida, atacaram-no lá com ossos e cabeças de gado; e um deles feriu-o na cabeça com o cabo de um machado, de modo que, com o golpe, ele caiu e seu sangue santo escorreu sobre a terra, e enviou sua alma santa ao reino de Deus.
Alfege foi o primeiro arcebispo da Cantuária a morrer de morte violenta. Um relatório contemporâneo diz que Thorkell, o Alto tentou salvar Alfege da multidão prestes a matá-lo, oferecendo-lhes tudo o que possuía, exceto o seu navio, em troca da vida de Alfege; porém, a presença de Thorkell não é mencionada na Crônica anglo-saxã. Algumas fontes registram que o golpe fatal, com as costas de um machado, foi dado como um ato de caridade por um cristão convertido conhecido por "Thrum". Alfege foi sepultado na Catedral de São Paulo. Em 1023 seu corpo foi transladado pelo rei Canuto para Cantuária, com grande cerimônia. Thorkell, o Alto, ficou apavorado com a brutalidade de seus companheiros invasores e passou para o lado do rei inglês Etelredo II após a morte de Alfege.

## Veneração
O Papa Gregório VII canonizou Alfege em 1078, com a festa litúrgica em 19 de abril. Lanfranco, o primeiro arcebispo da pós-conquista, estava em dúvida sobre alguns dos santos venerados em Cantuária. Foi convencido da santidade de Alfege, mas Alfege e Agostinho de Cantuária foram os únicos arcebispos anglo-saxões da pré-conquista a serem mantidos no calendário de santos de Cantuária. O santuário de Alfege, que tinha ficado negligenciado, foi reconstruído e ampliado no início do século XII por Anselmo de Cantuária, que foi fundamental na retenção do nome de Alfege no calendário da igreja. Após o incêndio de 1174 na Catedral de Cantuária, os restos de Alfege juntamente com os de Dunstano foram colocados ao redor do altar-mor, onde se diz ter Tomás Becket feito elogios à vida de Alfege, pouco antes de seu martírio durante a contenda de Becket. O novo santuário foi selado com chumbo, e ficava ao norte do altar-mor, compartilhando a honra com o santuário de Dunstano, localizado ao sul do altar-mor. A Vida de Santo Alfege em prosa e verso foi escrita por um monge chamado Osbern, a pedido de Lanfranco. A versão em prosa sobreviveu, mas a Vida é muito mais uma hagiografia: muitas das histórias que ela contém tem óbvias semelhanças bíblicas, tornando-se suspeita como um registro histórico.
No período medieval, a festa litúrgica de Alfege era celebrada na Escandinávia, talvez por causa da ligação do santo com o rei Canuto. Em 1929 uma nova igreja, em Bath, foi dedicada a Santo Alfege, projetada pelo arquiteto Giles Gilbert Scott em homenagem à antiga igreja romana de Santa Maria in Cosmedin.

## Leituras adicionais
- I. McDougal (1993). «Serious Entertainments: an examination of a peculiar type of Viking atrocity». Anglo-Saxon England. 22: 201–25